# Salvami (Gianna Nannini e Giorgia)
Salvami è il singolo estratto dalla riedizione dell'album Giannadream - Solo i sogni sono veri di Gianna Nannini in duetto con Giorgia. Si tratta del primo duetto femminile per la cantautrice Gianna Nannini.
La canzone è stata lanciata in radio il 6 novembre 2009 e in poco tempo ha raggiunto la vetta della classifica ufficiale italiana dei singoli più venduti. Ha ottenuto anche una buona trasmissione radiofonica, raggiungendo il podio dell'airplay.
Il 28 maggio 2010, presso l'Arena di Verona, Giorgia e Gianna Nannini vincono il Wind Music Award di platino per le vendite di Salvami. Il 31 ottobre 2014 il singolo è stato certificato doppio disco di platino da FIMI, per le oltre 60 000 copie vendute.

## Descrizione
La canzone è stata lanciata in radio il 6 novembre 2009 ed è inserita come inedito nella riedizione dell'album Giannadream - Solo i sogni sono veri. Il brano è stato scritto da Gianna Nannini con Pacifico. Salvami è un dialogo tra due donne che si fanno forza l'un l'altra: il tema è la solidarietà femminile.
Gianna Nannini e Giorgia avevano già duettato dal vivo nel corso del concerto Amiche per l'Abruzzo: da lì è nata la collaborazione tra le due artiste, tra le più affermate del panorama italiano.

## Video musicale
Il video musicale prodotto per Salvami ha debuttato nelle reti musicali il 23 novembre 2009, dopo un'anteprima nei telegiornali delle prime due reti RAI.
Il video è stato girato all'interno del teatro di Sabbioneta, in provincia di Mantova, da molti confuso con l'interno del celebre Teatro Olimpico di Vicenza, di cui invece si vedono soltanto alcune scene girate all'esterno. Il regista del video è Gaetano Morbioli; nel video compaiono sia Giorgia che Gianna Nannini.

## Tracce e cover
Download digitale
1. Salvami (Gianna Nannini & Giorgia) - 3:32

## Classifiche
| Classifica (2009) | Posizione massima |
| ----------------- | ----------------- |
| Italia            | 1                 |

### Classifiche di fine anno
| Classifica (2009) | Posizione |
| ----------------- | --------- |
| Italia            | 31        |
| Classifica (2010) | Posizione |
| Italia            | 25        |